# Saint-Martin-sur-le-Pré
Saint-Martin-sur-le-Pré település Franciaországban, Marne megyében. Lakosainak száma 794 fő (2022. január 1.). Saint-Martin-sur-le-Pré Châlons-en-Champagne, L’Épine, Fagnières, Recy, Saint-Étienne-au-Temple és La Neuville-au-Temple községekkel határos.

## Népesség
A település népessége az elmúlt években az alábbi módon változott:
| Lakosok száma | 618  | 903  | 898  | 828  | 725  | 771  | 797  | 804  | 801  | 794  |
|               | 1968 | 1982 | 1990 | 2006 | 2013 | 2015 | 2017 | 2019 | 2020 | 2022 |